# Heterotephraea marginata
Heterotephraea marginata är en skalbaggsart som beskrevs av Paul Norbert Schürhoff 1935. Heterotephraea marginata ingår i släktet Heterotephraea och familjen Cetoniidae. Inga underarter finns listade i Catalogue of Life.